# Dominantseptnonakkord

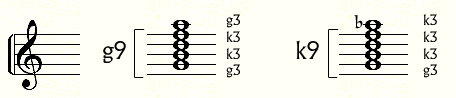
Großer und kleiner Nonakkord, jeweils mit g als Grundton (g3=große Terz, k3=kleine Terz, g9=große Non, k9=kleine Non)

Der Dominantseptnonakkord, auch Dominantseptnonenakkord, Dominantnonenakkord oder Dominantnonakkord, ist ein Nonenakkord auf der Dominante. Er kann auch als Dominantseptakkord mit hinzugefügter None gedeutet werden.
Der Dominantseptnonakkord ist ein Fünfklang, der durch Terzschichtung entsteht. Sein Grundton befindet sich auf der fünften Stufe (Dominante) der jeweiligen Tonart. Über diesem Grundton erklingt die große Terz und die reine Quinte, die kleine Septime (siehe Dominantseptakkord) und die große oder kleine None.
Ist es die große None, spricht man kurz von einem „großen Nonakkord“, ist es die kleine None, von einem „kleinen Nonakkord“. 
In C-Dur etwa ist g die fünfte Stufe und somit der Grundton des Dominantseptnonakkordes. Der Dreiklang g-h-d ist ein Dominantakkord, der Vierklang g-h-d-f ein Dominantseptakkord, der Fünfklang g-h-d-f-a oder g-h-d-f-as ein Dominantseptnonakkord.
Da es sich beim Nonenakkord um einen fünfstimmigen Akkord handelt, muss im 4-stimmigen Satz zwangsläufig ein Ton ausgespart werden. Dies ist im Allgemeinen die Quinte; im Bsp. das d. (Sept und natürlich None müssen dabei sein, die Terz bestimmt das Tongeschlecht. Ohne Grundton erhält man den unten beschriebenen verkürzten Dominantseptnonakkord.)

## Die Auflösung des Dominantseptnonakkordes
Bei der Auflösung des großen Dominantseptnonakkordes wird die None eine große Sekunde abwärts geführt, im Fall des kleinen Dominantseptnonakkordes eine kleine Sekunde; Zielton ist in beiden Fällen die Quinte der Tonika.
Die weiteren Auflösungsregeln entsprechen denen des Septakkordes: Der Grundton der Dominante springt eine reine Quarte aufwärts oder eine reine Quinte abwärts auf den Grundton der Tonika;
die Terz der Dominante bewegt sich eine kleine Sekunde aufwärts auf den Grundton der Tonika;
die Quinte der Dominante macht einen Ganztonschritt abwärts auf den Grundton der Tonika; die Septim gleitet eine kleine Sekunde abwärts auf die Terz der Dur-Tonika oder eine große Sekunde abwärts auf die Terz der Moll-Tonika.
Beispiel: g-h-d-f-a bzw. g-h-d-f-as → c-c-e-g bzw. c-c-es-g

## Der verkürzte Dominantseptnonakkord
„Fehlt“ bei einem Dominantseptnonakkord der Grundton, spricht man von einem verkürzten Dominantseptnonakkord. In der Funktionstheorie schreibt man ein durchgestrichenes D mit hochgestellter 7 und 9. Ein verkürzter „großer Nonakkord“ entspricht einem so genannten Halbverminderten, ein verkürzter „kleiner Nonakkord“ einem Verminderten.
Beispiel: h-d-f-a bzw. h-d-f-as (das g „fehlt“)

## Verwendung des Dominantseptnonakkordes

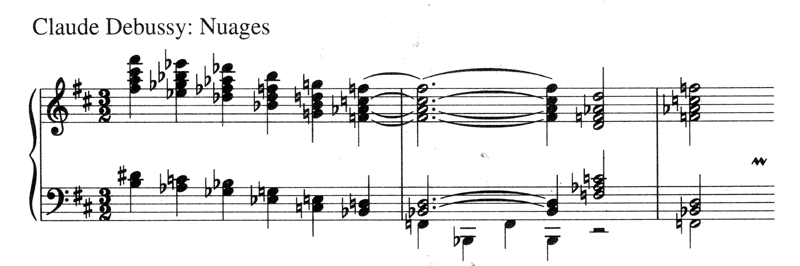
Mehrere Nonakkorde in Folge – Ausschnitt aus Claude Debussys Nuages

Im Vergleich zum Dominantseptakkord weist der Dominantseptnonakkord eine stärkere Spannung auf, die auf den dissonanten Intervallen beruht, die die None mit Grundton und Terz bildet. Er findet sich bereits in Choralsätzen von Johann Sebastian Bach als ausdrucksvoller dominantischer Akkord.
Als stilistisches Charakteristikum prägt er insbesondere den romantischen Lied- und Instrumentalsatz.
Wie viele Akkorde, die ursprünglich in einem spezifischen funktionalen Zusammenhang standen, hat sich auch der Nonakkord harmonisch verselbständigt und erscheint mitunter unaufgelöst und in Reihen angeordnet (vgl. das nebenstehende Notenbeispiel). 
In der Popularmusik wird der Dominantseptnonakkord häufig „Sieben-Neuner“ genannt. In der Regel ist dieser Sieben-Neuner ein Dominantseptnonakkord mit großer None.

## Trivia
Der NDR nutzte in den 1970er Jahren den gebrochenen Dominantseptnonakkord mit Grundton A als Pausenzeichen.